# K-206 Mourmansk
Le K-206 Mourmansk est un sous-marin nucléaire de classe Oscar de la Marine soviétique puis de la Marine russe,,. Il est le second des deux sous-marin de classe Oscar I (code OTAN), ou Projet 949 Granit (dénomination soviétique) à avoir été construit, le premier étant le K-525. Onze sous-marins seront construits dans une version améliorée, Projet 949A (Antey) / classe Oscar II (code OTAN).
Le sous-marin est placé en réserve en 1994 et rayé des listes de la marine en 1996. Le démantèlement du sous-marin au chantier naval du Sevmash débute en janvier 2004, financé par le gouvernement britannique dans le cadre du Cooperative Threat Reduction program. En 2006, ils avaient été réduits à trois unités (alors que la classe en comptait jusqu'à dix),.